# Épinal

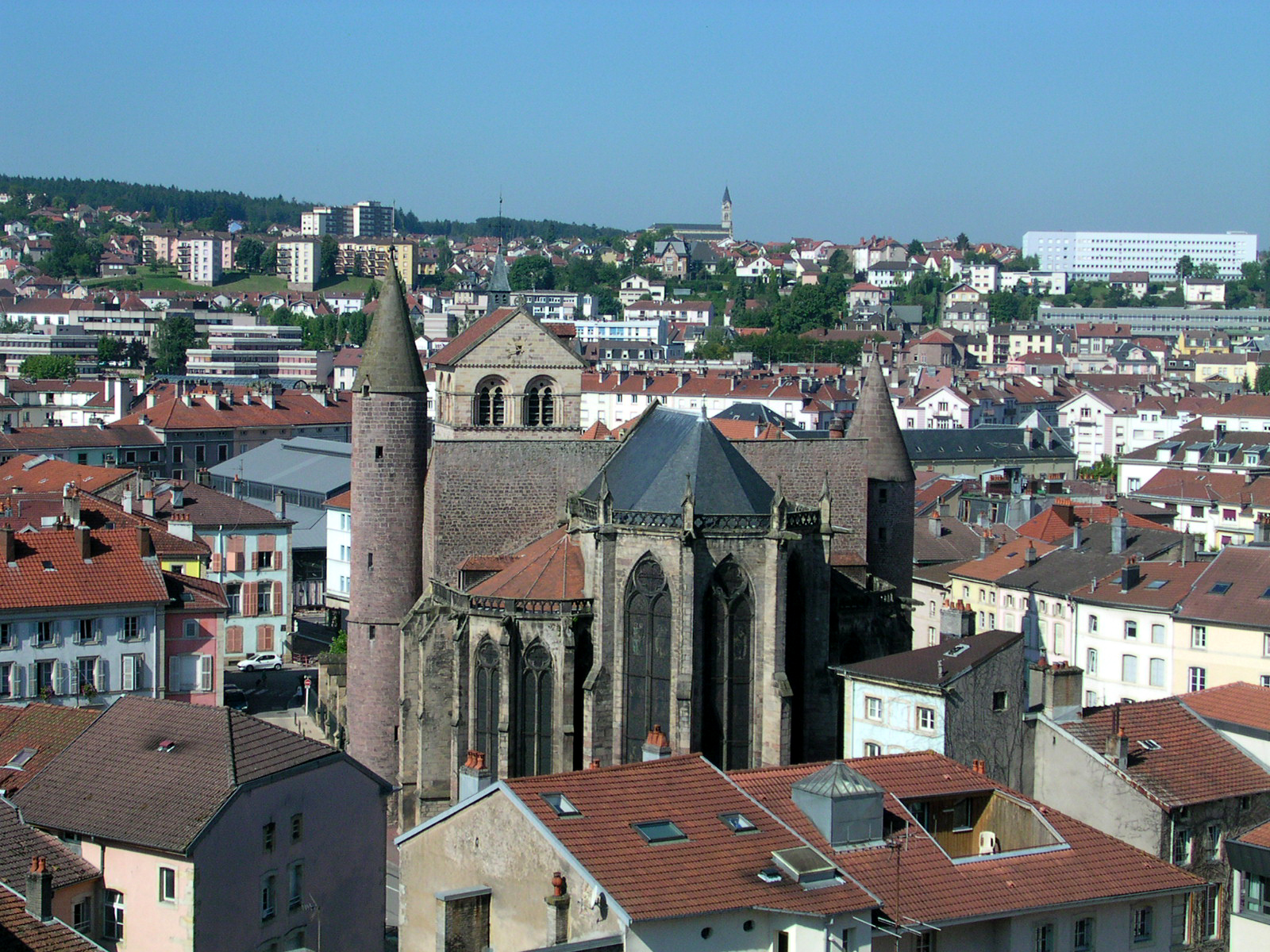
Basilique St-Maurice

Épinal város Franciaország keleti részén, Grand Est régióban (korábban Lotaringia régióban), Vosges megye székhelye. A Vogézek hegyvidékének legjelentősebb központja a Moselle folyó két partján. Franciaország kulturális és történelmi városa címet viseli. Lakosainak száma 32 296 fő (2022. január 1.). Épinal Golbey, Hadol, Jeuxey, Renauvoid, Uriménil, Arches, Archettes, Aydoilles, La Baffe, Chantraine, Deyvillers, Dinozé, Dogneville és Dounoux községekkel határos.

## Demográfia
| Év   | Lakosság |
| ---- | -------- |
| 1772 | 6 200    |
| 1870 | 11 870   |
| 1890 | 20 932   |
| 1909 | 29 058   |
| 1913 | 30 042   |
| 1921 | 20 042   |
| 1931 | 26 849   |
| 1939 | 27 708   |

| Év   | Lakosság |
| ---- | -------- |
| 1962 | 33 315   |
| 1968 | 36 856   |
| 1975 | 39 604   |
| 1982 | 37 818   |
| 1990 | 36 732   |
| 1999 | 35 794   |
| 2005 | 35 764   |
| 2010 | 32 842   |

## Látnivalók
- Basilique St-Maurice – a város XIII. századi templomának tornya XI. századi alapokon áll.
- Musée des Vosges et de l’Imagerie – az imagerie, a képnyomtatás a 18. századtól kezdve híressé tette a várost, a metszetek, a színes nyomatok sokszorosítását itt Jean-Charles Pellerin kezdte meg. A ma is működő üzem legszebb régi termékeit külön kiállítás mutatja be, de az anyag sok eredeti remekművet is tartalmaz, van itt Primaticcio, Bruegel, Rembrandt, Tiepolo kép is. A francia festészetet Georges de La Tour, Boucher képviseli, a modern gyűjteményben Picasso alkotás is látható.
- Pellerin egykori üzeme – az 1796 óta működő üzemben bemutatják a képnyomtatás régi fogásait.

## Testvérvárosok
- - Bitola
- - Chieri
- - Gembloux
- - La Crosse
- - Loughborough
- - Schwäbisch Hall